# Список населённых пунктов Пушкиногорского района

## Городские населённые пункты
- Посёлок городского типа (рабочий посёлок) Пушкинские Горы —  6500 человек (XII. 2000 г.)[1], 6089 человек (X. 2002 г.), 5222 человека (X. 2010 г.)[2], 4978 человек (I. 2013 г.)[3] —  городское поселение «Пушкиногорье».

## Сельские населённые пункты
Ниже представлен сортируемый (по столбцам) список населённых пунктов Пушкиногорского района Псковской области, распределённых по муниципальным образованиям (сельским поселениям— волостям и городскому поселению) с оценками численности населения сельских населённых пунктов на конец 2000 года и по переписи населения 2002 года.
| #   | #   | деревня                   | 2000 г., чел. | 2002 г., чел. | муниципальное образование | бывшее МО (до 2005/2010) | бывшее МО (2011-2015)   |
| --- | --- | ------------------------- | ------------- | ------------- | ------------------------- | ------------------------ | ----------------------- |
|     |     | Пушкинские Горы, пгт      | 6500          | 6089          | Пушкиногорье              | Пушкинские Горы, пгт     | Пушкиногорье            |
| 1   | 1   | Авдоши                    | 25            | 26            | Пушкиногорье              | Пушкиногорская волость   | Пушкиногорье            |
| 2   | 2   | Анашкино                  | 8             | 8             | Пушкиногорье              | Первомайская волость     | Пушкиногорье            |
| 3   | 3   | Антоново                  | 24            | 22            | Пушкиногорье              | Пушкиногорская волость   | Пушкиногорье            |
| 4   | 4   | Арапово                   | 20            | 22            | Пушкиногорье              | Первомайская волость     | Пушкиногорье            |
| 5   | 5   | Астахново                 | 194           | 167           | Пушкиногорье              | Пушкиногорская волость   | Пушкиногорье            |
| 6   | 6   | Атюхино                   | 5             | 4             | Пушкиногорье              | Пушкиногорская волость   | Пушкиногорье            |
| 7   | 7   | Афромеи                   | 3             | 5             | Пушкиногорье              | Зарецкая волость         | Пушкиногорье            |
| 8   | 8   | Ашитково                  | 12            | 12            | Пушкиногорье              | Зарецкая волость         | Пушкиногорье            |
| 9   | 9   | Балыши                    | 2             | 2             | Пушкиногорье              | Зарецкая волость         | Пушкиногорье            |
| 10  | 10  | Барашкино                 | 1             | 1             | Пушкиногорье              | Пушкиногорская волость   | Пушкиногорье            |
| 11  | 11  | Беляи                     | 9             | 12            | Пушкиногорье              | Зарецкая волость         | Пушкиногорье            |
| 12  | 12  | Березино                  | 12            | 9             | Пушкиногорье              | Пушкиногорская волость   | Пушкиногорье            |
| 13  | 13  | Бирюли                    | 23            | 21            | Пушкиногорье              | Пушкиногорская волость   | Пушкиногорье            |
| 14  | 14  | Блажи                     | 171           | 136           | Пушкиногорье              | Зарецкая волость         | Пушкиногорье            |
| 15  | 15  | Бобры                     | 6             | 4             | Пушкиногорье              | Первомайская волость     | Пушкиногорье            |
| 16  | 16  | Богово                    | 5             | 0             | Пушкиногорье              | Зарецкая волость         | Пушкиногорье            |
| 17  | 17  | Богомолы                  | 18            | 17            | Пушкиногорье              | Пушкиногорская волость   | Пушкиногорье            |
| 18  | 18  | Боровово                  | 4             | 4             | Пушкиногорье              | Пушкиногорская волость   | Пушкиногорье            |
| 19  | 19  | Брюхово                   | 7             | 8             | Пушкиногорье              | Пушкиногорская волость   | Пушкиногорье            |
| 20  | 20  | Бугрово                   | 23            | 19            | Пушкиногорье              | Пушкиногорская волость   | Пушкиногорье            |
| 21  | 21  | Бурлово                   | 7             | 5             | Пушкиногорье              | Пушкиногорская волость   | Пушкиногорье            |
| 22  | 22  | Буруны                    | 5             | 7             | Пушкиногорье              | Пушкиногорская волость   | Пушкиногорье            |
| 23  | 23  | Бутево                    | 3             | 2             | Пушкиногорье              | Пушкиногорская волость   | Пушкиногорье            |
| 24  | 24  | Буши                      | 1             | 0             | Пушкиногорье              | Пушкиногорская волость   | Пушкиногорье            |
| 25  | 25  | Вече                      | 9             | 9             | Пушкиногорье              | Зарецкая волость         | Пушкиногорье            |
| 26  | 26  | Власово                   | 2             | 2             | Пушкиногорье              | Пушкиногорская волость   | Пушкиногорье            |
| 27  | 27  | Волочек                   | 3             | 2             | Пушкиногорье              | Первомайская волость     | Пушкиногорье            |
| 28  | 28  | Ворогушино                | 3             | 1             | Пушкиногорье              | Пушкиногорская волость   | Пушкиногорье            |
| 29  | 29  | Воронич                   | 45            | 41            | Пушкиногорье              | Пушкиногорская волость   | Пушкиногорье            |
| 30  | 30  | Воскресенское             | 1             | 1             | Пушкиногорье              | Пушкиногорская волость   | Пушкиногорье            |
| 31  | 31  | Гайки                     | 18            | 16            | Пушкиногорье              | Пушкиногорская волость   | Пушкиногорье            |
| 32  | 32  | Ганьково                  | 17            | 18            | Пушкиногорье              | Пушкиногорская волость   | Пушкиногорье            |
| 33  | 33  | Гарино                    | 154           | 131           | Пушкиногорье              | Пушкиногорская волость   | Пушкиногорье            |
| 34  | 34  | Глазки                    | 0             | 1             | Пушкиногорье              | Пушкиногорская волость   | Пушкиногорье            |
| 35  | 35  | Голубково                 | 9             | 9             | Пушкиногорье              | Первомайская волость     | Пушкиногорье            |
| 36  | 36  | Голубы                    | 14            | 11            | Пушкиногорье              | Первомайская волость     | Пушкиногорье            |
| 37  | 37  | Губино                    | 5             | 4             | Пушкиногорье              | Пушкиногорская волость   | Пушкиногорье            |
| 38  | 38  | Гузаревы-Боровы           | 9             | 9             | Пушкиногорье              | Пушкиногорская волость   | Пушкиногорье            |
| 39  | 39  | Дедовцы                   | 32            | 34            | Пушкиногорье              | Зарецкая волость         | Пушкиногорье            |
| 40  | 40  | Демидково                 | 11            | 8             | Пушкиногорье              | Первомайская волость     | Пушкиногорье            |
| 41  | 41  | Дмитрово                  | 27            | 16            | Пушкиногорье              | Пушкиногорская волость   | Пушкиногорье            |
| 42  | 42  | Дорохово                  | 4             | 3             | Пушкиногорье              | Пушкиногорская волость   | Пушкиногорье            |
| 43  | 43  | Дупли                     | 14            | 10            | Пушкиногорье              | Пушкиногорская волость   | Пушкиногорье            |
| 44  | 44  | Жаворонки-Слепни          | 4             | 5             | Пушкиногорье              | Зарецкая волость         | Пушкиногорье            |
| 45  | 45  | Жарки                     | 6             | 2             | Пушкиногорье              | Пушкиногорская волость   | Пушкиногорье            |
| 46  | 46  | Железово                  | 5             | 0             | Пушкиногорье              | Зарецкая волость         | Пушкиногорье            |
| 47  | 47  | Загоски                   | 10            | 16            | Пушкиногорье              | Первомайская волость     | Пушкиногорье            |
| 48  | 48  | Зимари                    | 69            | 65            | Пушкиногорье              | Зарецкая волость         | Пушкиногорье            |
| 49  | 49  | Каврино                   | 6             | 7             | Пушкиногорье              | Первомайская волость     | Пушкиногорье            |
| 50  | 50  | Каменец                   | 14            | 14            | Пушкиногорье              | Пушкиногорская волость   | Пушкиногорье            |
| 51  | 51  | Капустино                 | 3             | 5             | Пушкиногорье              | Первомайская волость     | Пушкиногорье            |
| 52  | 52  | Кашино                    | 18            | 22            | Пушкиногорье              | Зарецкая волость         | Пушкиногорье            |
| 53  | 53  | Кириллово                 | 34            | 31            | Пушкиногорье              | Пушкиногорская волость   | Пушкиногорье            |
| 54  | 54  | Клопы                     | 2             | 2             | Пушкиногорье              | Пушкиногорская волость   | Пушкиногорье            |
| 55  | 55  | Кожино                    | 0             | 0             | Пушкиногорье              | Зарецкая волость         | Пушкиногорье            |
| 56  | 56  | Козаны                    | 9             | 7             | Пушкиногорье              | Пушкиногорская волость   | Пушкиногорье            |
| 57  | 57  | Козляки                   | 207           | 189           | Пушкиногорье              | Пушкиногорская волость   | Пушкиногорье            |
| 58  | 58  | Кокорино                  | 225           | 193           | Пушкиногорье              | Пушкиногорская волость   | Пушкиногорье            |
| 59  | 59  | Колоканово                | 33            | 26            | Пушкиногорье              | Первомайская волость     | Пушкиногорье            |
| 60  | 60  | Косохново                 | 12            | 19            | Пушкиногорье              | Пушкиногорская волость   | Пушкиногорье            |
| 61  | 61  | Костино                   | 7             | 7             | Пушкиногорье              | Пушкиногорская волость   | Пушкиногорье            |
| 62  | 62  | Котьянково                | 2             | 4             | Пушкиногорье              | Первомайская волость     | Пушкиногорье            |
| 63  | 63  | Кошкино                   | 101           | 115           | Пушкиногорье              | Пушкиногорская волость   | Пушкиногорье            |
| 64  | 64  | Креневка                  | 8             | 3             | Пушкиногорье              | Зарецкая волость         | Пушкиногорье            |
| 65  | 65  | Крылово                   | 44            | 38            | Пушкиногорье              | Пушкиногорская волость   | Пушкиногорье            |
| 66  | 66  | Куялы                     | 14            | 6             | Пушкиногорье              | Первомайская волость     | Пушкиногорье            |
| 67  | 67  | Лежнево                   | 3             | 3             | Пушкиногорье              | Пушкиногорская волость   | Пушкиногорье            |
| 68  | 68  | Лешово                    | 3             | 2             | Пушкиногорье              | Пушкиногорская волость   | Пушкиногорье            |
| 69  | 69  | Лобазы                    | 5             | 0             | Пушкиногорье              | Пушкиногорская волость   | Пушкиногорье            |
| 70  | 70  | Лопатино                  | 16            | 20            | Пушкиногорье              | Пушкиногорская волость   | Пушкиногорье            |
| 71  | 71  | Лоси                      | 5             | 5             | Пушкиногорье              | Пушкиногорская волость   | Пушкиногорье            |
| 72  | 72  | Луговка                   | 27            | 30            | Пушкиногорье              | Пушкиногорская волость   | Пушкиногорье            |
| 73  | 73  | Малыгино                  | 4             | 5             | Пушкиногорье              | Пушкиногорская волость   | Пушкиногорье            |
| 74  | 74  | Михново                   | 35            | 29            | Пушкиногорье              | Зарецкая волость         | Пушкиногорье            |
| 75  | 75  | Нифаки                    | 5             | 8             | Пушкиногорье              | Зарецкая волость         | Пушкиногорье            |
| 76  | 76  | Новая Березовка           | 9             | 13            | Пушкиногорье              | Пушкиногорская волость   | Пушкиногорье            |
| 77  | 77  | Носово                    | 120           | 99            | Пушкиногорье              | Зарецкая волость         | Пушкиногорье            |
| 78  | 78  | Осница                    | 21            | 26            | Пушкиногорье              | Первомайская волость     | Пушкиногорье            |
| 79  | 79  | Пальчихино                | 5             | 4             | Пушкиногорье              | Пушкиногорская волость   | Пушкиногорье            |
| 80  | 80  | Паренцево                 | 47            | 37            | Пушкиногорье              | Пушкиногорская волость   | Пушкиногорье            |
| 81  | 81  | Пестово                   | 1             | 1             | Пушкиногорье              | Пушкиногорская волость   | Пушкиногорье            |
| 82  | 82  | Петровское                | 30            | 31            | Пушкиногорье              | Пушкиногорская волость   | Пушкиногорье            |
| 83  | 83  | Печехново                 | 6             | 5             | Пушкиногорье              | Пушкиногорская волость   | Пушкиногорье            |
| 84  | 84  | Подборное                 | 1             | 1             | Пушкиногорье              | Зарецкая волость         | Пушкиногорье            |
| 85  | 85  | Подборье                  | 26            | 25            | Пушкиногорье              | Пушкиногорская волость   | Пушкиногорье            |
| 86  | 86  | Подкрестье                | 228           | 227           | Пушкиногорье              | Пушкиногорская волость   | Пушкиногорье            |
| 87  | 87  | Попова Гора               | 13            | 22            | Пушкиногорье              | Первомайская волость     | Пушкиногорье            |
| 88  | 88  | Приворот                  | 2             | 0             | Пушкиногорье              | Пушкиногорская волость   | Пушкиногорье            |
| 89  | 89  | Пундровка                 | 4             | 5             | Пушкиногорье              | Первомайская волость     | Пушкиногорье            |
| 90  | 90  | Пустыньки                 | 40            | 31            | Пушкиногорье              | Пушкиногорская волость   | Пушкиногорье            |
| 91  | 91  | Ракшино                   | 5             | 3             | Пушкиногорье              | Пушкиногорская волость   | Пушкиногорье            |
| 92  | 92  | Рахово                    | 18            | 22            | Пушкиногорье              | Пушкиногорская волость   | Пушкиногорье            |
| 93  | 93  | Ромашки                   | 12            | 17            | Пушкиногорье              | Пушкиногорская волость   | Пушкиногорье            |
| 94  | 94  | Рудино                    | 7             | 10            | Пушкиногорье              | Пушкиногорская волость   | Пушкиногорье            |
| 95  | 95  | Румянцево                 | 9             | 10            | Пушкиногорье              | Пушкиногорская волость   | Пушкиногорье            |
| 96  | 96  | Рытица                    | 40            | 45            | Пушкиногорье              | Первомайская волость     | Пушкиногорье            |
| 97  | 97  | Савкино                   |               |               | Пушкиногорье              |                          | Пушкиногорье            |
| 98  | 98  | Свинухи                   | 9             | 3             | Пушкиногорье              | Пушкиногорская волость   | Пушкиногорье            |
| 99  | 99  | Селиваново                | 6             | 4             | Пушкиногорье              | Пушкиногорская волость   | Пушкиногорье            |
| 100 | 100 | Селихново                 | 76            | 74            | Пушкиногорье              | Пушкиногорская волость   | Пушкиногорье            |
| 101 | 101 | Середкино-Слепни          | 4             | 4             | Пушкиногорье              | Зарецкая волость         | Пушкиногорье            |
| 102 | 102 | Сермолы                   | 7             | 6             | Пушкиногорье              | Пушкиногорская волость   | Пушкиногорье            |
| 103 | 103 | Симаново                  | 5             | 6             | Пушкиногорье              | Зарецкая волость         | Пушкиногорье            |
| 104 | 104 | Синичино                  | 2             | 0             | Пушкиногорье              | Пушкиногорская волость   | Пушкиногорье            |
| 105 | 105 | Смыки                     | 5             | 7             | Пушкиногорье              | Зарецкая волость         | Пушкиногорье            |
| 106 | 106 | Снегово                   | 13            | 11            | Пушкиногорье              | Пушкиногорская волость   | Пушкиногорье            |
| 107 | 107 | Сорокино-Жуки             | 13            | 25            | Пушкиногорье              | Первомайская волость     | Пушкиногорье            |
| 108 | 108 | Трукши                    | 8             | 7             | Пушкиногорье              | Пушкиногорская волость   | Пушкиногорье            |
| 109 | 109 | Тюшкино                   | 7             | 3             | Пушкиногорье              | Пушкиногорская волость   | Пушкиногорье            |
| 110 | 110 | Ульяшки                   | 5             | 3             | Пушкиногорье              | Зарецкая волость         | Пушкиногорье            |
| 111 | 111 | Усы                       | 3             | 0             | Пушкиногорье              | Зарецкая волость         | Пушкиногорье            |
| 112 | 112 | Федьково                  | 9             | 9             | Пушкиногорье              | Пушкиногорская волость   | Пушкиногорье            |
| 113 | 113 | Хохлы                     | 8             | 0             | Пушкиногорье              | Пушкиногорская волость   | Пушкиногорье            |
| 114 | 114 | Цецы                      | 3             | 0             | Пушкиногорье              | Пушкиногорская волость   | Пушкиногорье            |
| 115 | 115 | Чухны                     | 16            | 20            | Пушкиногорье              | Первомайская волость     | Пушкиногорье            |
| 116 | 116 | Шаробыки                  | 41            | 49            | Пушкиногорье              | Пушкиногорская волость   | Пушкиногорье            |
| 117 | 117 | Шевели                    | 26            | 19            | Пушкиногорье              | Пушкиногорская волость   | Пушкиногорье            |
| 118 | 118 | Щеглыни                   | 6             | 4             | Пушкиногорье              | Зарецкая волость         | Пушкиногорье            |
| 119 | 119 | Щемеровы Боровы           | 3             | 5             | Пушкиногорье              | Пушкиногорская волость   | Пушкиногорье            |
| 120 | 1   | Аксёново                  | 3             | 3             | Велейская волость         | Первомайская волость     | Полянская волость       |
| 121 | 2   | Александрова Слобода      | 11            | 14            | Велейская волость         | Велейская волость        | Велейская волость       |
| 122 | 3   | Алексино                  | 0             | 0             | Велейская волость         | Полянская волость        | Полянская волость       |
| 123 | 4   | Алексино                  | 3             | 3             | Велейская волость         | Первомайская волость     | Полянская волость       |
| 124 | 5   | Алехново                  | 9             | 5             | Велейская волость         | Новгородкинская волость  | Новгородкинская волость |
| 125 | 6   | Алуферово                 | 26            | 27            | Велейская волость         | Васильевская волость     | Новгородкинская волость |
| 126 | 7   | Андрохново                | 25            | 19            | Велейская волость         | Васильевская волость     | Новгородкинская волость |
| 127 | 8   | Андрюши                   | 0             | 0             | Велейская волость         | Первомайская волость     | Полянская волость       |
| 128 | 9   | Апарино                   | 2             | 3             | Велейская волость         | Велейская волость        | Велейская волость       |
| 129 | 10  | Аполье                    | 12            | 9             | Велейская волость         | Велейская волость        | Велейская волость       |
| 130 | 11  | Аржаково                  | 24            | 21            | Велейская волость         | Полянская волость        | Полянская волость       |
| 131 | 12  | Бабины                    | 36            | 33            | Велейская волость         | Велейская волость        | Велейская волость       |
| 132 | 13  | Бабины                    | 5             | 6             | Велейская волость         | Васильевская волость     | Новгородкинская волость |
| 133 | 14  | Бакино                    | 35            | 38            | Велейская волость         | Полянская волость        | Полянская волость       |
| 134 | 15  | Баландино                 | 1             | 1             | Велейская волость         | Велейская волость        | Велейская волость       |
| 135 | 16  | Бараново                  | 12            | 11            | Велейская волость         | Велейская волость        | Велейская волость       |
| 136 | 17  | Баслаки                   | 13            | 9             | Велейская волость         | Велейская волость        | Велейская волость       |
| 137 | 18  | Бахлица                   | 3             | 4             | Велейская волость         | Велейская волость        | Велейская волость       |
| 138 | 19  | Белево                    | 4             | 4             | Велейская волость         | Полянская волость        | Полянская волость       |
| 139 | 20  | Беляково                  | 9             | 9             | Велейская волость         | Васильевская волость     | Новгородкинская волость |
| 140 | 21  | Бильдюги                  | 3             | 2             | Велейская волость         | Велейская волость        | Велейская волость       |
| 141 | 22  | Бобры                     | 10            | 11            | Велейская волость         | Новгородкинская волость  | Новгородкинская волость |
| 142 | 23  | Богданово                 | 34            | 24            | Велейская волость         | Полянская волость        | Полянская волость       |
| 143 | 24  | Болотниково               | 3             | 3             | Велейская волость         | Пушкиногорская волость   | Новгородкинская волость |
| 144 | 25  | Большое Кортово (Кортово) | 12            | 7             | Велейская волость         | Новгородкинская волость  | Новгородкинская волость |
| 145 | 26  | Бор-Куки (Боровые Куки)   | 3             | 1             | Велейская волость         | Велейская волость        | Велейская волость       |
| 146 | 27  | Букино                    | 15            | 17            | Велейская волость         | Велейская волость        | Велейская волость       |
| 147 | 28  | Буравенец                 | 9             | 19            | Велейская волость         | Велейская волость        | Велейская волость       |
| 148 | 29  | Бурцево                   | 9             | 6             | Велейская волость         | Полянская волость        | Полянская волость       |
| 149 | 30  | Быки                      | 8             | 7             | Велейская волость         | Велейская волость        | Велейская волость       |
| 150 | 31  | Быково                    | 0             | 3             | Велейская волость         | Полянская волость        | Полянская волость       |
| 151 | 32  | Валухи                    | 7             | 5             | Велейская волость         | Велейская волость        | Велейская волость       |
| 152 | 33  | Васили                    | 41            | 34            | Велейская волость         | Велейская волость        | Велейская волость       |
| 153 | 34  | Васильевское              | 161           | 168           | Велейская волость         | Васильевская волость     | Новгородкинская волость |
| 154 | 35  | Великое Село              | 9             | 2             | Велейская волость         | Пушкиногорская волость   | Новгородкинская волость |
| 155 | 36  | Величково                 | 0             | 0             | Велейская волость         | Полянская волость        | Полянская волость       |
| 156 | 37  | Велье, село               | 256           | 243           | Велейская волость         | Велейская волость        | Велейская волость       |
| 157 | 38  | Владыкино                 | 8             | 6             | Велейская волость         | Новгородкинская волость  | Новгородкинская волость |
| 158 | 39  | Войтехи                   | 9             | 5             | Велейская волость         | Велейская волость        | Велейская волость       |
| 159 | 40  | Волково                   | 8             | 7             | Велейская волость         | Полянская волость        | Полянская волость       |
| 160 | 41  | Волхво                    | 16            | 19            | Велейская волость         | Велейская волость        | Велейская волость       |
| 161 | 42  | Воронково                 | 7             | 0             | Велейская волость         | Васильевская волость     | Новгородкинская волость |
| 162 | 43  | Ворсули                   | 14            | 11            | Велейская волость         | Велейская волость        | Велейская волость       |
| 163 | 44  | Галичино                  | 6             | 5             | Велейская волость         | Новгородкинская волость  | Новгородкинская волость |
| 164 | 45  | Гарани                    | 4             | 6             | Велейская волость         | Первомайская волость     | Полянская волость       |
| 165 | 46  | Гвозды                    | 2             | 1             | Велейская волость         | Велейская волость        | Велейская волость       |
| 166 | 47  | Глухово                   | 3             | 2             | Велейская волость         | Полянская волость        | Полянская волость       |
| 167 | 48  | Горай-Куки                | 1             | 1             | Велейская волость         | Велейская волость        | Велейская волость       |
| 168 | 49  | Горбово                   | 2             | 3             | Велейская волость         | Велейская волость        | Велейская волость       |
| 169 | 50  | Горбово                   | 10            | 8             | Велейская волость         | Первомайская волость     | Полянская волость       |
| 170 | 51  | Горелик                   | 170           | 142           | Велейская волость         | Первомайская волость     | Полянская волость       |
| 171 | 52  | Горохово                  | 2             | 1             | Велейская волость         | Велейская волость        | Велейская волость       |
| 172 | 53  | Горушка                   | 23            | 29            | Велейская волость         | Велейская волость        | Велейская волость       |
| 173 | 54  | Горушка                   | 23            | 19            | Велейская волость         | Пушкиногорская волость   | Новгородкинская волость |
| 174 | 55  | Гришино                   | 17            | 17            | Велейская волость         | Полянская волость        | Полянская волость       |
| 175 | 56  | Гришуны                   | 7             | 3             | Велейская волость         | Велейская волость        | Велейская волость       |
| 176 | 57  | Губаново                  | 5             | 5             | Велейская волость         | Полянская волость        | Полянская волость       |
| 177 | 58  | Губищи                    | 4             | 3             | Велейская волость         | Велейская волость        | Велейская волость       |
| 178 | 59  | Дегтяри                   | 4             | 4             | Велейская волость         | Велейская волость        | Велейская волость       |
| 179 | 60  | Детятево                  | 3             | 1             | Велейская волость         | Полянская волость        | Полянская волость       |
| 180 | 61  | Долматово                 | 2             | 2             | Велейская волость         | Новгородкинская волость  | Новгородкинская волость |
| 181 | 62  | Дорогино                  | 3             | 2             | Велейская волость         | Велейская волость        | Велейская волость       |
| 182 | 63  | Дранцы                    | 5             | 3             | Велейская волость         | Новгородкинская волость  | Новгородкинская волость |
| 183 | 64  | Дрозды                    | 2             | 0             | Велейская волость         | Велейская волость        | Велейская волость       |
| 184 | 65  | Дуплево                   | 4             | 3             | Велейская волость         | Новгородкинская волость  | Новгородкинская волость |
| 185 | 66  | Дятлы                     | 2             | 6             | Велейская волость         | Велейская волость        | Велейская волость       |
| 186 | 67  | Жуково                    | 0             | 0             | Велейская волость         | Полянская волость        | Полянская волость       |
| 187 | 68  | Журавки                   | 3             | 1             | Велейская волость         | Пушкиногорская волость   | Новгородкинская волость |
| 188 | 69  | Заворово                  | 0             | 0             | Велейская волость         | Пушкиногорская волость   | Новгородкинская волость |
| 189 | 70  | Задняя Гора               | 4             | 3             | Велейская волость         | Новгородкинская волость  | Новгородкинская волость |
| 190 | 71  | Замары                    | 4             | 5             | Велейская волость         | Первомайская волость     | Полянская волость       |
| 191 | 72  | Запрягаево                | 8             | 7             | Велейская волость         | Велейская волость        | Велейская волость       |
| 192 | 73  | Захино                    | 93            | 73            | Велейская волость         | Полянская волость        | Полянская волость       |
| 193 | 74  | Зехново                   | 5             | 3             | Велейская волость         | Велейская волость        | Велейская волость       |
| 194 | 75  | Зимари                    | 4             | 2             | Велейская волость         | Велейская волость        | Велейская волость       |
| 195 | 76  | Зуева Гора                | 8             | 5             | Велейская волость         | Новгородкинская волость  | Новгородкинская волость |
| 196 | 77  | Зуево                     | 9             | 7             | Велейская волость         | Первомайская волость     | Полянская волость       |
| 197 | 78  | Иваново                   | 19            | 8             | Велейская волость         | Первомайская волость     | Полянская волость       |
| 198 | 79  | Исса                      | 378           | 314           | Велейская волость         | Велейская волость        | Велейская волость       |
| 199 | 80  | Калинкино                 | 5             | 3             | Велейская волость         | Пушкиногорская волость   | Новгородкинская волость |
| 200 | 81  | Карузино                  | 6             | 0             | Велейская волость         | Полянская волость        | Полянская волость       |
| 201 | 82  | Кисляково                 | 14            | 15            | Велейская волость         | Велейская волость        | Велейская волость       |
| 202 | 83  | Клиново                   | 8             | 9             | Велейская волость         | Велейская волость        | Велейская волость       |
| 203 | 84  | Козины                    | 2             | 0             | Велейская волость         | Васильевская волость     | Новгородкинская волость |
| 204 | 85  | Козлы                     | 1             | 2             | Велейская волость         | Велейская волость        | Велейская волость       |
| 205 | 86  | Колесниково               | 2             | 3             | Велейская волость         | Полянская волость        | Полянская волость       |
| 206 | 87  | Коноплюшка                | 6             | 12            | Велейская волость         | Велейская волость        | Велейская волость       |
| 207 | 88  | Корнево                   | 12            | 3             | Велейская волость         | Полянская волость        | Полянская волость       |
| 208 | 89  | Коростели                 | 9             | 6             | Велейская волость         | Первомайская волость     | Полянская волость       |
| 209 | 90  | Коршилово                 | 12            | 6             | Велейская волость         | Новгородкинская волость  | Новгородкинская волость |
| 210 | 91  | Костры                    | 5             | 7             | Велейская волость         | Велейская волость        | Велейская волость       |
| 211 | 92  | Косыгино                  | 32            | 12            | Велейская волость         | Васильевская волость     | Новгородкинская волость |
| 212 | 93  | Кошняки                   | 7             | 7             | Велейская волость         | Полянская волость        | Полянская волость       |
| 213 | 94  | Красково                  | 6             | 5             | Велейская волость         | Полянская волость        | Полянская волость       |
| 214 | 95  | Красниково                | 2             | 4             | Велейская волость         | Велейская волость        | Велейская волость       |
| 215 | 96  | Кренево                   | 9             | 6             | Велейская волость         | Васильевская волость     | Новгородкинская волость |
| 216 | 97  | Крючково                  | 0             | 2             | Велейская волость         | Велейская волость        | Велейская волость       |
| 217 | 98  | Кузнецовка                | 10            | 3             | Велейская волость         | Новгородкинская волость  | Новгородкинская волость |
| 218 | 99  | Кузьмиха                  | 4             | 4             | Велейская волость         | Новгородкинская волость  | Новгородкинская волость |
| 219 | 100 | Купры                     | 33            | 27            | Велейская волость         | Васильевская волость     | Новгородкинская волость |
| 220 | 101 | Купцево                   | 10            | 5             | Велейская волость         | Велейская волость        | Велейская волость       |
| 221 | 102 | Курово                    | 7             | 7             | Велейская волость         | Полянская волость        | Полянская волость       |
| 222 | 103 | Лазарево                  | 9             | 14            | Велейская волость         | Велейская волость        | Велейская волость       |
| 223 | 104 | Лекалово                  | 1             | 2             | Велейская волость         | Полянская волость        | Полянская волость       |
| 224 | 105 | Лескутино                 | 2             | 4             | Велейская волость         | Велейская волость        | Велейская волость       |
| 225 | 106 | Лехны                     | 2             | 4             | Велейская волость         | Велейская волость        | Велейская волость       |
| 226 | 107 | Лисицы                    | 22            | 21            | Велейская волость         | Новгородкинская волость  | Новгородкинская волость |
| 227 | 108 | Литвинково                | 7             | 6             | Велейская волость         | Велейская волость        | Велейская волость       |
| 228 | 109 | Лужки                     | 0             | 0             | Велейская волость         | Пушкиногорская волость   | Новгородкинская волость |
| 229 | 110 | Лямоны                    | 6             | 7             | Велейская волость         | Велейская волость        | Велейская волость       |
| 230 | 111 | Маковицы                  | 4             | 1             | Велейская волость         | Первомайская волость     | Полянская волость       |
| 231 | 112 | Мануйлово                 | 8             | 2             | Велейская волость         | Пушкиногорская волость   | Новгородкинская волость |
| 232 | 113 | Марченки                  | 4             | 4             | Велейская волость         | Первомайская волость     | Полянская волость       |
| 233 | 114 | Матрункино                | 14            | 18            | Велейская волость         | Велейская волость        | Велейская волость       |
| 234 | 115 | Меленка                   | 4             | 6             | Велейская волость         | Новгородкинская волость  | Новгородкинская волость |
| 235 | 116 | Мельница                  | 1             | 0             | Велейская волость         | Велейская волость        | Велейская волость       |
| 236 | 117 | Меньково                  | 0             | 0             | Велейская волость         | Полянская волость        | Полянская волость       |
| 237 | 118 | Милавино                  | 7             | 6             | Велейская волость         | Первомайская волость     | Полянская волость       |
| 238 | 119 | Мирониха                  | 6             | 5             | Велейская волость         | Новгородкинская волость  | Новгородкинская волость |
| 239 | 120 | Митьково                  | 3             | 5             | Велейская волость         | Велейская волость        | Велейская волость       |
| 240 | 121 | Мокрово                   | 1             | 4             | Велейская волость         | Велейская волость        | Велейская волость       |
| 241 | 122 | Молчаново                 | 3             | 2             | Велейская волость         | Полянская волость        | Полянская волость       |
| 242 | 123 | Морамохи                  | 35            | 29            | Велейская волость         | Новгородкинская волость  | Новгородкинская волость |
| 243 | 124 | Москачево                 | 8             | 18            | Велейская волость         | Новгородкинская волость  | Новгородкинская волость |
| 244 | 125 | Мошино                    | 16            | 18            | Велейская волость         | Пушкиногорская волость   | Новгородкинская волость |
| 245 | 126 | Мыза                      | 3             | 3             | Велейская волость         | Велейская волость        | Велейская волость       |
| 246 | 127 | Мякиши                    | 1             | 0             | Велейская волость         | Велейская волость        | Велейская волость       |
| 247 | 128 | Новгородка                | 101           | 97            | Велейская волость         | Новгородкинская волость  | Новгородкинская волость |
| 248 | 129 | Овечкино                  | 1             | 0             | Велейская волость         | Новгородкинская волость  | Новгородкинская волость |
| 249 | 130 | Овсягино                  | 3             | 5             | Велейская волость         | Новгородкинская волость  | Новгородкинская волость |
| 250 | 131 | Окунево                   | 2             | 0             | Велейская волость         | Полянская волость        | Полянская волость       |
| 251 | 132 | Остриё                    | 9             | 11            | Велейская волость         | Полянская волость        | Полянская волость       |
| 252 | 133 | Остропяты                 | 2             | 4             | Велейская волость         | Первомайская волость     | Полянская волость       |
| 253 | 134 | Палухново                 | 8             | 5             | Велейская волость         | Первомайская волость     | Полянская волость       |
| 254 | 135 | Пашки                     | 13            | 11            | Велейская волость         | Первомайская волость     | Полянская волость       |
| 255 | 136 | Песьяк                    | 1             | 0             | Велейская волость         | Полянская волость        | Полянская волость       |
| 256 | 137 | Плотниково                | 11            | 10            | Велейская волость         | Первомайская волость     | Полянская волость       |
| 257 | 138 | Погорелово                | 8             | 8             | Велейская волость         | Велейская волость        | Велейская волость       |
| 258 | 139 | Подвишенка                | 2             | 2             | Велейская волость         | Пушкиногорская волость   | Новгородкинская волость |
| 259 | 140 | Поддубка                  | 19            | 8             | Велейская волость         | Велейская волость        | Велейская волость       |
| 260 | 141 | Позолотино                | 25            | 25            | Велейская волость         | Полянская волость        | Полянская волость       |
| 261 | 142 | Покормово                 | 10            | 16            | Велейская волость         | Пушкиногорская волость   | Новгородкинская волость |
| 262 | 143 | Поляне                    | 368           | 300           | Велейская волость         | Полянская волость        | Полянская волость       |
| 263 | 144 | Поташово                  | 26            | 19            | Велейская волость         | Полянская волость        | Полянская волость       |
| 264 | 145 | Пошетни                   | 10            | 23            | Велейская волость         | Велейская волость        | Велейская волость       |
| 265 | 146 | Прибодово                 | 4             | 5             | Велейская волость         | Велейская волость        | Велейская волость       |
| 266 | 147 | Приезжево                 | 76            | 78            | Велейская волость         | Полянская волость        | Полянская волость       |
| 267 | 148 | Пупово                    | 5             | 4             | Велейская волость         | Пушкиногорская волость   | Новгородкинская волость |
| 268 | 149 | Пустыньки                 | 2             | 6             | Велейская волость         | Велейская волость        | Велейская волость       |
| 269 | 150 | Пустыньки                 | 9             | 13            | Велейская волость         | Первомайская волость     | Новгородкинская волость |
| 270 | 151 | Пустыньки                 | 2             | 2             | Велейская волость         | Первомайская волость     | Полянская волость       |
| 271 | 152 | Редковцы                  | 7             | 2             | Велейская волость         | Новгородкинская волость  | Новгородкинская волость |
| 272 | 153 | Ременниково               | 17            | 14            | Велейская волость         | Велейская волость        | Велейская волость       |
| 273 | 154 | Репино                    | 10            | 2             | Велейская волость         | Велейская волость        | Велейская волость       |
| 274 | 155 | Рогово                    | 3             | 2             | Велейская волость         | Велейская волость        | Велейская волость       |
| 275 | 156 | Рогово                    | 4             | 0             | Велейская волость         | Васильевская волость     | Новгородкинская волость |
| 276 | 157 | Рождество                 | 5             | 1             | Велейская волость         | Велейская волость        | Велейская волость       |
| 277 | 158 | Романово                  | 3             | 6             | Велейская волость         | Велейская волость        | Велейская волость       |
| 278 | 159 | Росляки                   | 0             | 0             | Велейская волость         | Велейская волость        | Велейская волость       |
| 279 | 160 | Рубилово                  | 154           | 117           | Велейская волость         | Новгородкинская волость  | Новгородкинская волость |
| 280 | 161 | Савины                    | 54            | 40            | Велейская волость         | Первомайская волость     | Полянская волость       |
| 281 | 162 | Салтаново                 | 14            | 16            | Велейская волость         | Новгородкинская волость  | Новгородкинская волость |
| 282 | 163 | Сальницы                  | 2             | 1             | Велейская волость         | Велейская волость        | Велейская волость       |
| 283 | 164 | Саутки                    | 8             | 2             | Велейская волость         | Первомайская волость     | Полянская волость       |
| 284 | 165 | Селюги                    | 7             | 5             | Велейская волость         | Первомайская волость     | Полянская волость       |
| 285 | 166 | Семилова Губа             | 2             | 0             | Велейская волость         | Велейская волость        | Велейская волость       |
| 286 | 167 | Сенькино                  | 3             | 3             | Велейская волость         | Велейская волость        | Велейская волость       |
| 287 | 168 | Симашково                 | 11            | 11            | Велейская волость         | Пушкиногорская волость   | Новгородкинская волость |
| 288 | 169 | Синицино                  | 12            | 12            | Велейская волость         | Первомайская волость     | Полянская волость       |
| 289 | 170 | Синичкино                 | 0             | 0             | Велейская волость         | Первомайская волость     | Полянская волость       |
| 290 | 171 | Синцы                     | 0             | 0             | Велейская волость         | Велейская волость        | Велейская волость       |
| 291 | 172 | Слезы                     | 17            | 13            | Велейская волость         | Велейская волость        | Велейская волость       |
| 292 | 173 | Смолины                   | 8             | 5             | Велейская волость         | Велейская волость        | Велейская волость       |
| 293 | 174 | Соколково                 | 0             | 0             | Велейская волость         | Первомайская волость     | Полянская волость       |
| 294 | 175 | Сорокино                  | 3             | 3             | Велейская волость         | Велейская волость        | Велейская волость       |
| 295 | 176 | Софино                    | 48            | 48            | Велейская волость         | Новгородкинская волость  | Новгородкинская волость |
| 296 | 177 | Степаньково               | 3             | 3             | Велейская волость         | Велейская волость        | Велейская волость       |
| 297 | 178 | Столбово                  | 9             | 8             | Велейская волость         | Первомайская волость     | Полянская волость       |
| 298 | 179 | Стречно                   | 26            | 23            | Велейская волость         | Пушкиногорская волость   | Новгородкинская волость |
| 299 | 180 | Суколи                    | 4             | 3             | Велейская волость         | Первомайская волость     | Полянская волость       |
| 300 | 181 | Сумино                    | 3             | 2             | Велейская волость         | Полянская волость        | Полянская волость       |
| 301 | 182 | Сучная                    | 10            | 13            | Велейская волость         | Велейская волость        | Велейская волость       |
| 302 | 183 | Сысоево                   | 2             | 5             | Велейская волость         | Полянская волость        | Полянская волость       |
| 303 | 184 | Татаркино                 | 2             | 2             | Велейская волость         | Велейская волость        | Велейская волость       |
| 304 | 185 | Теличино                  | 0             | 0             | Велейская волость         | Васильевская волость     | Новгородкинская волость |
| 305 | 186 | Терехово                  | 6             | 18            | Велейская волость         | Велейская волость        | Велейская волость       |
| 306 | 187 | Тешенки                   | 3             | 5             | Велейская волость         | Велейская волость        | Велейская волость       |
| 307 | 188 | Тишково                   | 7             | 7             | Велейская волость         | Велейская волость        | Велейская волость       |
| 308 | 189 | Торболы                   | 3             | 7             | Велейская волость         | Полянская волость        | Полянская волость       |
| 309 | 190 | Трубино                   | 7             | 17            | Велейская волость         | Велейская волость        | Велейская волость       |
| 310 | 191 | Туравцево                 | 12            | 11            | Велейская волость         | Новгородкинская волость  | Новгородкинская волость |
| 311 | 192 | Турушино                  | 0             | 0             | Велейская волость         | Велейская волость        | Велейская волость       |
| 312 | 193 | Устье                     | 5             | 11            | Велейская волость         | Велейская волость        | Велейская волость       |
| 313 | 194 | Утретки                   | 1             | 1             | Велейская волость         | Полянская волость        | Полянская волость       |
| 314 | 195 | Федки                     | 2             | 3             | Велейская волость         | Велейская волость        | Велейская волость       |
| 315 | 196 | Федосеево                 | 1             | 5             | Велейская волость         | Полянская волость        | Полянская волость       |
| 316 | 197 | Чёртова Гора              | 5             | 5             | Велейская волость         | Пушкиногорская волость   | Новгородкинская волость |
| 317 | 198 | Шилово                    | 6             | 0             | Велейская волость         | Велейская волость        | Велейская волость       |
| 318 | 199 | Шихино                    | 0             | 0             | Велейская волость         | Велейская волость        | Велейская волость       |
| 319 | 200 | Шмаки                     | 1             | 2             | Велейская волость         | Велейская волость        | Велейская волость       |
| 320 | 201 | Шмотки                    | 28            | 29            | Велейская волость         | Пушкиногорская волость   | Новгородкинская волость |
| 321 | 202 | Шоверево                  | 0             | 0             | Велейская волость         | Велейская волость        | Велейская волость       |
| 322 | 203 | Щебери                    | 0             | 0             | Велейская волость         | Пушкиногорская волость   | Новгородкинская волость |
| 323 | 204 | Щелкуново                 | 0             | 0             | Велейская волость         | Полянская волость        | Полянская волость       |
| 324 | 205 | Юнькино                   | 1             | 1             | Велейская волость         | Пушкиногорская волость   | Новгородкинская волость |
| 325 | 206 | Юрцово                    | 15            | 19            | Велейская волость         | Полянская волость        | Полянская волость       |
| 326 | 207 | Юхново                    | 0             | 0             | Велейская волость         | Велейская волость        | Велейская волость       |